# Akademickie Mistrzostwa Świata w Biegach Przełajowych 2012
18. Akademickie Mistrzostwa Świata w Biegach Przełajowych – zawody lekkoatletyczne w biegach przełajowych, które odbyły się 14 kwietnia 2012 w Łodzi. Impreza była organizowana przez Akademicki Związek Sportowy  pod egidą FISU. Zawodnicy rywalizowali w Parku Baden-Powella.
Do zawodów zgłoszono 137 biegaczy (76 mężczyzn i 61 kobiet) z 23 krajów.

## Rezultaty

### Mężczyźni
|               | 1. miejsce                                                                | Rezultat | 2. miejsce                                                               | Rezultat | 3. miejsce                                                                      | Rezultat |
| Indywidualnie | Abdelmadjed Touil                                                         | 29:11    | Yūta Shitara                                                             | 29:15    | Daichi Motomura                                                                 | 29:22    |
| Drużynowo     | Japonia · Yūta Shitara · Daichi Motomura · Kazuhiro Kuga · Hiroshi Ichida | 36 pkt.  | Ukraina · Dmytro Laszyn · Dmytro Siruk · Igor Olefirenko · Iwan Strebkow | 57 pkt.  | Algieria · Abdelmadjed Touil · Rabia Makhloufi · Anes Traikia · Toufik Yahiaoui | 61 pkt.  |

### Kobiety
|               | 1. miejsce                                              | Rezultat | 2. miejsce                                              | Rezultat | 3. miejsce                                                          | Rezultat |
| Indywidualnie | Ancuţa Bobocel                                          | 15:48    | Carla Salomé Rocha                                      | 15:54    | Roxana Birca                                                        | 15:56    |
| Drużynowo     | Japonia · Mutsumi Ikeda · Ayuko Suzuki · Toshika Tamura | 21 pkt.  | Rumunia · Ancuţa Bobocel · Roxana Birca · Liliana Danci | 23 pkt.  | Polska · Katarzyna Kowalska · Antonina Behnke · Aleksandra Lisowska | 45 pkt.  |

## Klasyfikacja medalowa
| Miejsce | Kraj       | Złoto | Srebro | Brąz | Razem |
| 1.      | Japonia    | 2     | 1      | 1    | 4     |
| 2.      | Rumunia    | 1     | 1      | 1    | 3     |
| 3.      | Algieria   | 1     | 0      | 1    | 2     |
| 4.      | Portugalia | 0     | 1      | 0    | 1     |
| 4.      | Ukraina    | 0     | 1      | 0    | 1     |
| 6.      | Polska     | 0     | 0      | 1    | 1     |